# Ламе (коммуна)
Ламе́ (фр. Lamaids) — коммуна во Франции, находится в регионе Овернь. Департамент коммуны — Алье. Входит в состав кантона Западный Монлюсон. Округ коммуны — Монлюсон.
Код INSEE коммуны — 03136.

## Население
Население коммуны на 2008 год составляло 141 человек.
| 1962 | 1968 | 1975 | 1982 | 1990 | 1999 | 2008 |
| ---- | ---- | ---- | ---- | ---- | ---- | ---- |
| 184  | 184  | 166  | 145  | 134  | 136  | 141  |

## Экономика
В 2007 году среди 90 человек в трудоспособном возрасте (15—64 лет) 67 были экономически активными, 23 — неактивными (показатель активности — 74,4 %, в 1999 году было 70,9 %). Из 67 активных работали 60 человек (35 мужчин и 25 женщин), безработных было 7 (5 мужчин и 2 женщины). Среди 23 неактивных 2 человека были учениками или студентами, 10 — пенсионерами, 11 были неактивными по другим причинам.

## Достопримечательности
- Церковь Св. Иоанна Крестителя (XII век)
- Камень тамплиеров на церковной площади